# Zoey Deutch
Zoey Francis Thompson Deutch (/dɔɪtʃ/; sinh ngày 10 tháng 11 năm 1994) là một nữ diễn viên và nhà sản xuất người Mỹ. Cô bắt đầu sự nghiệp với vai chính trong phim Học viện ma cà rồng (2014). Kể từ đó, cô đã đóng vai chính trong Sinh viên siêu quậy!! (2016) của Richard Linklater, Bố vợ đối đầu chàng rể (2016), Không có ngày mai (2017), Tuổi mới lớn (2017), Trợ lý yêu (2018), Vùng đất thây ma: Cú bắn đúp (2019) và Buffaloed (2020). Cô cũng đóng vai chính với tên  Infinity Jackson trong series phim hài của Ryan Murphy được sản xuất bởi Netflix Chính trị gia (2019).
Cô là em gái của nhà văn và nữ diễn viên Madelyn Deutch, và là con gái của đạo diễn Howard Deutch và nữ diễn viên - đạo diễn Lea Thompson. Deutch cũng đã làm việc như một nhà sản xuất ngoài việc diễn xuất, sản xuất và đóng vai chính trong Năm của những người đàn ông ngoạn mục (2017) và Buffaloed (2020); trước đây có sự tham gia của cả cha mẹ và chị gái cô, với sự chỉ đạo của Thompson, Madelyn Deutch viết và đóng vai chính, và Howard Deutch sản xuất.

## Tiểu sử
Zoey Francis Thompson Deutch sinh ngày 10 tháng 11 năm 1994 tại Los Angeles, California, với nữ diễn viên Lea Thompson và đạo diễn Howard Deutch.
Cô có một chị gái, Madelyn Deutch, cũng là một nữ diễn viên. Những người thân khác của cô bao gồm nhạc sĩ Barbara Barry Thompson, giám đốc điều hành âm nhạc Murray Deutch và diễn viên Robert Walden. Mẹ cô, từ Minnesota, có một phần gốc Ailen trong khi cha cô, từ New York, là người có gốc Do Thái. Cô ấy không phải là người Do Thái và đã có Bat Mitzvah.
Cô bắt đầu tham gia lớp học diễn xuất từ khi năm tuổi. Deutch học tại trường Oakwood, Trường trung học hạt Los Angeles về nghệ thuật và tại Young Actors Space. Cô học chuyên ngành sân khấu tại trường trung học nghệ thuật quận L.A. Cô học với một gia sư khoa học chính trị (tập trung vào hiến pháp) và theo học các lớp nghệ thuật tại Bảo tàng Nghệ thuật Hạt Los Angeles.

## Công việc khác
Deutch cùng với Gugu Mbatha-Raw, Rodrigo Santoro và Vince Vaughn đã thực hiện một buổi đọc trực tiếp các cảnh được chọn từ năm kịch bản chiến thắng năm 2017 tại Học viện Khoa học và Nghệ thuật Điện ảnh Nicholl Fellowships, Giải thưởng Trình bày & đọc trực tiếp. Cô cũng tham gia với tư cách là người dẫn chương trình tại 2018 Giải thưởng phim Tinh thần Độc lập. Cô một lần nữa bước lên sân khấu với tư cách là người dẫn chương trình chào đón người sáng lập phi lợi nhuận, tổ chức phi chính phủ Giọng nói quan trọng là Hillary Clinton tại Giải thưởng lãnh đạo toàn cầu 2018. Cô tham gia với tư cách là một trong những diễn giả trong "Hội nghị thượng đỉnh tham vọng" đầu tiên được tổ chức tại Trung tâm Lincoln ở New York. Cô là một trong những người được mời tham gia thành viên Học viện 2018.

## Phương tiện truyền thông
Vào năm 2013, Glamour đã đưa cô vào danh sách "Hollywood's Next Big Things".  Deutch là một trong số Yahoo! Ngôi sao đột phá cho năm 2014.  Vào năm 2014, Vanity Fair đã liệt kê cô vào danh sách "Hollywood's Next Wave Lineup". Trong năm đó, Variety  cũng đưa cô vào danh sách "Những cô gái (và chàng trai): Những ngôi sao trẻ đang lên của Hollywood ". The Hollywood Reporter  liệt kê cô ấy trong danh sách "Next Gen Talent 2016: Stars Stars 35 and Under" của Hollywood.
Harper's Bazaar  mô tả cô là "nhanh chóng trở thành diễn viên trẻ có giá trị nhất của Hollywood ".  Năm 2017, GQ của Anh mô tả cô là "người mới nóng bỏng nhất Hollywood" và Grazia Italy mô tả cô là biểu tượng của "thế hệ nữ diễn viên-nhà hoạt động mới".  Trong một cuộc khảo sát của các nhà phê bình Indiewire 2018, cô đã được liệt kê trong số "Những diễn viên Mỹ xuất sắc nhất dưới 30".

## Biên tập và thời trang
Deutch là cô gái trang bìa cho tạp chí Justine số tháng 2 năm 2013, tạp chí Miabella số tháng 4 năm 2013, tạp chí Afterglow số tháng 12 năm 2013, tạp chí Bello ấn bản tháng 3 năm 2014,  Tạp chí Flaunt số tháng 6 năm 2015, số tháng 2 năm 2016 của  Cosmopolitan U.S.,  phiên bản xuân 2016 của  Rogue magazine.  Cô xuất hiện trên trang bìa của tạp chí Harper số tháng 9 năm 2016  Harper's Bazaar  và thực hiện như một biên tập viên khách.
Cô làm người mẫu cho số tháng 3 năm 2013 của  Interview, Allure tháng 12 năm 2016   và số phát hành tháng 2 năm 2014 cho Seventeen và tạp chí InStyle, tháng 12 năm 2015 cho Nylon, tháng 1 năm 2016 và số phát hành tháng 4 năm 2017 của W Magazine, số phát hành tháng 3 năm 2017 cho Vanity Fair Italia, số phát hành tháng 4 năm 2017 cho Vogue Nga and Vogue Thổ Nhĩ Kỳ, số phát hành tháng 5 năm 2017 cho Vanity Fair Tây Ban Nha, số phát hành tháng 7 năm 2017 Marie Claire Indonesia, số phát hành mùa hè tháng 7 năm 2017 của tạp chí Wonderland  vaf chụp ảnh cho cuộc vận đọng mùa hè của Tory Burch LLC.
Cô đã lên trang bìa số phát hành tháng 4 năm 2017 của tạp chí C California Style   và cũng nằm trong số Fresh Faces 2017 của Marie Claire và một trong những ngôi sao trang bìa của phiên bản tháng 5 năm 2017.  Cô đã lên trang bìa của danh mục hàng năm Women Of Hollywood của tạp chí The Edit vào tháng 5 năm 2017.  Số phát hành 07 Xuân / Hè 2017 của Tạp chí Tidal   và vào phiên bản tháng 2 năm 2018 của New York Post Alexa.  Cô là ngôi sao trang bìa tháng 5 năm 2018 của Tạp chí Ocean Drive, Tạp chí Capitol File và tạp chí Bí mật Los Angeles.
Cô thường xuyên được đưa vào danh sách mặc đẹp nhất cho sự xuất hiện khác nhau của mình   và cũng được nhìn thấy ở hàng trước của  Tuần lễ thời trang Milan, Tuần lễ thời trang Paris, Diane von Furstenberg, Cushnie et Ochs, DKNY, Tuần lễ thời trang New York.

## Hoạt động xã hội
Deutch hỗ trợ cho tổ chức Planned Parenthood và là một phần của cuộc biểu tình của nó với những người ủng hộ và các nhà lãnh đạo ủng hộ sự lựa chọn kỷ niệm 45 năm  Roe v. Wade ở Sacramento, California.  Cô đã biểu diễn vì lợi ích của Hiệp hội Alzheimer  và "What a pair!" Org với mẹ Lea Thompson và chị gái Madelyn Deutch.  Cùng với gia đình, cô đã làm việc hơn một thập kỷ với Corazón de Vida, nơi hỗ trợ các trại trẻ mồ côi ở Baja, Mexico.  Cô đã tham gia Women's March 2017 và 2018.  Cô cũng là một phần của chiến dịch Embrace Ambition của Tory Burch Foundation.  Cô là một trong những đại sứ nổi tiếng cho sự kiện mua sắm thiết kế từ thiện "Cửa hàng thành công" thường niên lần thứ 7, hỗ trợ cho những nỗ lực của  Dress For Success.  Cô cũng đã thể hiện sự ủng hộ của mình đối với phong trào chống quấy rối tình dục Time's Up.  Cô đã là một phần của một số chiến dịch gây quỹ từ thiện và hỗ trợ các nguyên nhân khác nhau.

## Sự nghiệp

### 2010-2013
Deutch bắt đầu sự nghiệp của mình vào năm 2010, ở tuổi 15, với vai diễn trong loạt phim gốc của Disney Channel The Suite Life on Deck với vai Maya, người yêu của Zack Martin.
Từ 2011 đến 2012, cô đóng vai Juliet Martin định kỳ trong loạt phim kinh dị Ringer của CW. Cô đã ra mắt trên màn ảnh rộng trong Mayor Cupcake (2011) cùng với mẹ và chị gái đã đặt một cảnh nhỏ trong The Amazing Spider-Man nhưng đạo diễn Marc Webb đã cắt cảnh đó, mặc dù nó được đưa vào DVD.
Bước đột phá trên màn ảnh rộng của cô là vai phụ Emily Asher, cùng với Emma Thompson, Thomas Mann và Alden Ehrenreich trong bộ phim truyền hình giả tưởng lãng mạn 2013 dựa trên tiểu thuyết người lớn trẻ tuổi cùng tên của tác giả Kami Garcia và Margaret Stohl và cuốn sách đầu tiên trong sê-ri Caster Chronicles. Deutch cũng xuất hiện trên NCIS, Criminal Minds, ABC Family's Switched at birth và vai trò phi công trong chương trình truyền hình Hallelujah của Marc Cherry.

### 2014-2016
Deutch đóng vai chính Rosemarie Hathaway trong Học viện ma cà rồng (2014), dựa trên cuốn sách đầu tiên của bộ sách sáu người trẻ tuổi bán chạy nhất được viết bởi Richelle Mead.
Bộ phim đánh dấu sự xuất hiện đầu tiên của cô với vai chính. Jordan Hoffman của New York Daily News gọi phần trình diễn của cô trong phim là phần trình diễn chính đột phá.
Vào tháng 1 năm 2014, có thông báo rằng cô sẽ đóng vai chính trong vai Tyson Ritter trong Midnight Rider của Randall, một bộ phim tiểu sử về Gregg Allman. Deutch sau đó tham gia bộ phim hài tuổi thiếu niên Good Kids, được phát hành vào ngày 21 tháng 10 năm 2016, bởi Vertical Entertainment. Cô cũng đã đảm nhận vai chính trong phim hài - lãng mạn Cover Girl của Julie Plec và Sue Kramer và đóng vai chính trong video âm nhạc chính thức của bài hát "Opium" của The New Division với Avan Jogia..
Năm 2016, Deutch đóng vai Beverly trong phim của Richard Linklater: Everybody Wants some !!, được công chiếu tại Liên hoan phim SXSW.
Deutch về cơ bản là nữ chính duy nhất trong phim, đóng cặp với cầu thủ bóng bầu dục năm nhất Jake Bradford do Blake Jenner thủ vai. Cô đóng cùng với Robert De Niro và Zac Efron trong Dirty Grandpa, vì tình yêu đối với nhân vật của Efron và trong Why Him? cùng với James Franco, Bryan Cranston và Megan Mullally. Cô đóng vai một sinh viên Stanford, con gái của nhân vật Bryan Cranston và Megan Mullally, người yêu một tỷ phú, Laird, do James Franco thủ vai. Vai diễn tiếp theo của Deutch là trong bộ phim hình sự Vincent-N-Roxxy, cùng với Emory Cohen, Emile Hirsch và Zoë Kravitz được công chiếu tại Liên hoan phim Tribeca 2016.

### 2017-nay
Deutch đóng vai Samantha "Sam" Kingston trong Before I Fall, một bộ phim chuyển thể từ cuốn tiểu thuyết dành cho người lớn trẻ tuổi bán chạy nhất của Lauren Oliver, cũng có sự tham gia của Jennifer Beals và Kian Lawley. Andrea Mandell của U.S Today mô tả Before I Fall là một cột mốc quan trọng trong sự nghiệp đang lên của Deutch. Các kịch bản của Good Kids, Dirty Grandpa và Before I Fall nằm trong Danh sách đen năm 2011. Một bộ phim thứ hai có Deutch được công chiếu tại Liên hoan phim Sundance năm 2017, Rebel in the Rye của Daniel Strong. Bộ phim tiểu sử của tác giả J.D. Salinger đã xem Deutch là Oona O'Neill đối diện với Nicholas Hoult, Kevin Spacey và Laura Dern.
Deutch đóng vai chính trong Flower do Max Winkler đạo diễn, với kịch bản được viết bởi Alex McAulay. Flower đã được thêm vào Danh sách đen 2012 và được công chiếu tại Liên hoan phim Tribeca 2017. Aubrey Page của Collider đã mô tả màn trình diễn của cô là một "màn trình diễn điện chính" và David Ehrlich của IndieWire nghĩ rằng bộ phim "xác nhận rằng Zoey Deutch là một ngôi sao chính hiệu trong quá trình sản xuất". Frank Scheck của The Hollywood Reporter đã kết luận rằng "Flower chỉ nổi nhờ danh tiếng của Zoey Deutch, sẽ trở thành ngôi sao".
Deutch xuất hiện trong buổi ra mắt đạo diễn của mẹ cô Lea Thompson, The Year Of Spectacular Men với vai Sabrina, với Avan Jogia, chị gái Madelyn, Cameron Monaghan và Nicholas Braun. Cô cũng trả một phần kinh phí sản xuất cho bộ phim. Bộ phim đã được công chiếu trên toàn thế giới vào tháng 6 năm 2017 tại Liên hoan phim Los Angeles 2017 và được trình chiếu tại nhiều liên hoan phim trước khi phát hành sân khấu. Scott Menzel của We Live Entertainment đã mô tả vai diễn Sabrina của cô trong bộ phim này là "không nghi ngờ gì về diễn xuất tốt nhất của cô cho đến nay".
Cùng với những điều này, trong cùng năm đó, cô đã được nhìn thấy với Ed Sheeran trong video âm nhạc chính thức của bài hát "Perfect". Video được phát hành vào ngày 9 tháng 11 năm 2017 đã thu được hơn 1,96 tỷ lượt xem và 10 triệu lượt thích, tính đến tháng 4 năm 2019. Cũng trong năm 2017, cô xuất hiện trong The Disaster Artist của James Franco, dựa trên cuốn sách của Greg Sestero và Tom Bissell, kể về câu chuyện hậu trường đằng sau bộ phim đình đám The Room..
Deutch đóng vai chính đối đầu với Glen Powell trong phim Mọi người đều muốn và trong bộ phim hài lãng mạn 2018 của Netflix Set It Up -Phim kể về hai trợ lý làm việc quá sức, những người cố gắng lấy những ông chủ khủng khiếp của họ ra khỏi tóc bằng cách dựng chúng lại với nhau. Cô cũng đã nhận được một vai trong bộ phim truyền hình hài kịch Giáo sư cùng với Johnny Depp và xuất hiện trong bộ phim truyền hình Buffaloed do Tanya Wexler đạo diễn vào năm 2018.
Vào tháng 7 năm 2018, có thông báo rằng Deutch sẽ tham gia loạt phim hài trên truyền hình web mới của Netflix, The Politician, được phát hành trên Netflix vào ngày 27 tháng 9 năm 2019.
Deutch đóng vai chính Madison trong Zombieland: Double Tap, phần tiếp theo của bộ phim hài về zombie Zombieland, phát hành ngày 11 tháng 10 năm 2019.

## Phim ảnh

### Phim
| Năm  | Tiêu đề                     | Vai diễn                  | Ghi chú        |
| ---- | --------------------------- | ------------------------- | -------------- |
| 2011 | Mayor Cupcake               | Lana Maroni               |                |
| 2012 | The Amazing Spider-Man      | Cô gái đang tán gẫu       | Cảnh đã bị xoá |
| 2013 | Beautiful Creatures         | Emily Asher               |                |
| 2014 | Vampire Academy             | Rosemarie "Rose" Hathaway |                |
| 2016 | Of Dogs and Men             | Lily                      | Phim ngắn      |
| 2016 | Dirty Grandpa               | Shadia                    |                |
| 2016 | Everybody Wants Some!!      | Beverly                   |                |
| 2016 | Vincent N Roxxy             | Kate                      |                |
| 2016 | Good Kids                   | Nora Sullivan             |                |
| 2016 | Why Him?                    | Stephanie Fleming         |                |
| 2017 | Không có ngày mai           | Samantha Kingston         |                |
| 2017 | Rebel in the Rye            | Oona O'Neill              |                |
| 2017 | The Disaster Artist         | Bobbi                     |                |
| 2017 | Flower                      | Erica Vandross            |                |
| 2017 | The Year Of Spectacular Men | Sabrina Klein             | Đồng sản xuất  |
| 2018 | Set It Up                   | Harper Moore              |                |
| 2018 | The Professor               | Claire                    |                |
| 2019 | Buffaloed                   | Peg Dahl                  | Đồng sản xuất  |
| 2019 | Zombieland: Double Tap      | Madison                   |                |
| 2021 | Most Dangerous Game         |                           | Đồng sản xuất  |

### Chương trình TV
| Năm       | Tiêu đề                          | Vai diễn                                  | Ghi chú                          |
| --------- | -------------------------------- | ----------------------------------------- | -------------------------------- |
| 2010–11   | The Suite Life on Deck           | Maya Bennett                              | Vai diễn lại; 7 tập              |
| 2011      | NCIS                             | Lauren                                    | Tập: "One Last Score"            |
| 2011      | Criminal Minds: Suspect Behavior | Cô gái mang mặt nạ xanh dương/Kristi Anna | Tập: "The Girl in the Blue Mask" |
| 2011      | Hallelujah                       | Willow Turner                             | Phi công không thoáng gió ABC    |
| 2011–12   | Ringer                           | Juliet Martin                             | Vai diễn liên tục; 18 tập        |
| 2013      | Switched at Birth                | Elisa Sawyer                              | Khách mời; 2 tập                 |
| 2014      | Under the Gunn                   | Chính cô/Giám khảo khách mời              | Tập: "Unconventional Vampire"    |
| 2019–2020 | The Politician                   | Infinity Jackson                          | Vai chính                        |

### Video âm nhạc
| Năm  | Tiêu đề   | Nghệ sỹ          |
| ---- | --------- | ---------------- |
| 2014 | "Opium"   | The New Division |
| 2017 | "Perfect" | Ed Sheeran       |
| 2021 | "Anyone"  | Justin Bieber    |

## Giải thưởng và đề cử
| Năm  | Tên hiệp hội                          | Danh mục                     | Phim                | Kết quả   | Ref.    |
| ---- | ------------------------------------- | ---------------------------- | ------------------- | --------- | ------- |
| 2014 | Teen Choice Awards                    | Choice Movie Actress: Comedy | Học viện ma cà rồng | Đề cử     | [ 94 ]  |
| 2016 | Napa Valley Film Festival             | Chandon Rising Star          | —                   | Đoạt giải | [ 95 ]  |
| 2017 | Women in Film Crystal + Lucy Awards   | MAXMARA Face of the Future   | —                   | Đoạt giải | [ 96 ]  |
| 2017 | Dallas International Film Festival    | Diff Shining Star Award      | —                   | Đoạt giải | [ 97 ]  |
| 2017 | SCAD Savannah Film Festival           | Rising Star Award            | —                   | Đoạt giải | [ 98 ]  |
| 2017 | Teen Choice Awards                    | Choice Movie Actress: Drama  | Không có ngày mai   | Đề cử     | [ 99 ]  |
| 2019 | Ischia Global Film and Music Festival | Ischia Actress of the Year   | —                   | Đoạt giải | [ 100 ] |